# Rappinalm
Die Rappinalm ist eine Alm in den Bayerischen Voralpen. Sie liegt im Gemeindegebiet von Jachenau.
Das Almgebiet befindet sich in einem von der Rappinlaine durchflossenen Hochtal. Da weiter talabwärts nur ein alpiner Steig durch die Rappinschlucht führt, war die Alm nicht für Fahrzeuge erschlossen, bis 2011 ein Fahrweg von Westen eingerichtet wurde.
Die Alm war bereits auf der Uraufnahme namentlich erwähnt.
Die Alm kann von Jachenau über den besagten alpinen Steig durch die Rappinschlucht erreicht werden.